# Вулфар от Реймс
Вулфар или Вулфе́р (на френски: Vulfaire; на немски: Wulfar; † 18 август 816, Реймс) е от 812 до 816 г. архиепископ на Реймс.

## Религиозна дейност
Първо той е администратор в Каролингското кралство. След дълга ваканция Карл Велики го поставя през 812 г. за архиепископ на Реймс на мястото на умрелия архиепископ Турпин († 794).
По времето на неговата служба в Реймс през 813 г. се състои църковен събор (синод). Последван е през 816 г. като архиепископ от Ебо.